# Fritidshjem
Et fritidshjem er et sted, hvor børn efter skoletid kan komme og være aktive, kreative og udvikle sig. Udtrykket fritidshjem er som skrevet et hjem for børnene i fritiden. Det er som oftest et sted, hvor børn kan komme efter skole til og med 3. klasse. Her arbejder pædagoger, som tager sig af børnene, når deres forældre er på arbejde, skole e.l.